# Detectiu

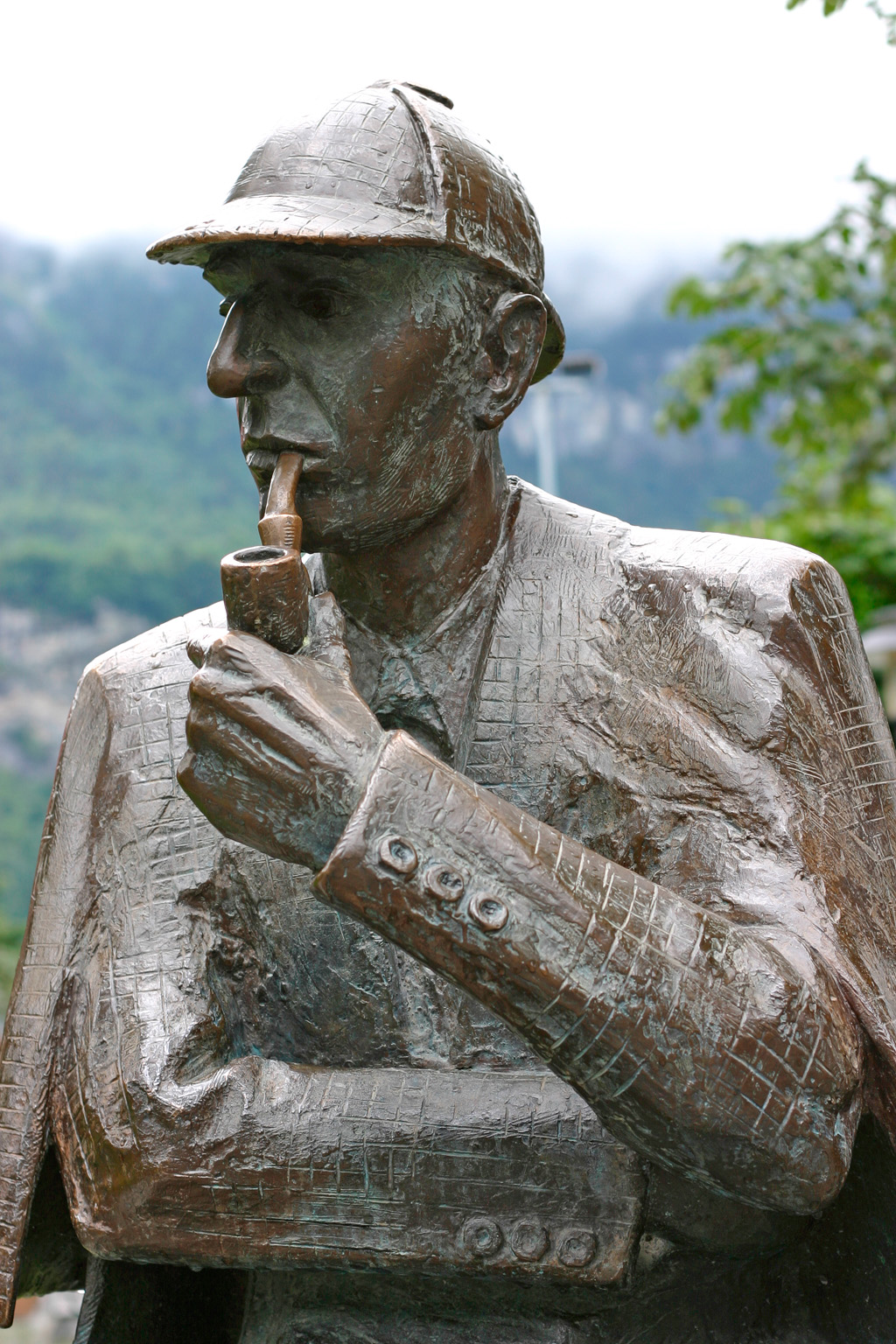
Estàtua de Sherlock Holmes, a Meiringen, Suïssa.

Detectiu deriva de la paraula en anglès detective la qual deriva al seu torn del llatí detectus que vol dir "treure la coberta o teulada" o "descobrir".
Com a terme policial el detectiu és aquell que investiga fets, les seves característiques i les persones que hi estan implicades. Un detectiu és un investigador de la policia i pot ser un membre del cos policial o una persona autònoma autoritzada oficialment per a exercir aquesta professió, en aquest cas també es coneixen com a detectius o investigadors privats (en anglès: private investigators o "private eyes"). Informalment i sobretot en la ficció, un detectiu és qualsevol persona que resol crims.

## Detectiu privat
Una persona que pot ser contractada per individus o organitzacions per proporcionar serveis legals relacionats amb la investigació. Els investigadors privats sovint treballen per a advocats en casos civils i penals.
Molts detectius/investigadors privats amb experiència acadèmica i pràctica especial sovint treballen amb advocats en casos de pena de mort i altres assumptes penals. Altres són detectius d'assegurances que investiguen casos d'assegurances sospitosos. Abans de l'aparició dels divorcis sense culpa, molts detectius privats cercaven proves d'infidelitat conjugal o altres comportaments en el matrimoni per establir motius per al divorci. Malgrat la manca de necessitat legal d'aquestes proves en moltes jurisdiccions, segons els informes de premsa, la recollida de proves d'infidelitat conjugal o d'altres comportaments "dolents" dels cònjuges i parelles continua sent una de les activitats més lucratives, ja que ara es tracta de disputes sobre la custòdia infantil, la pensió alimentària o la propietat dels cònjuges.

### A diferents països

#### Estats Units
Els detectius privats als Estats Units poden tenir o no llicència o ser registrats per una entitat governamental de llicències o per la policia de l'estat en què es troben. La llicència varia d'un estat a un altre i pot variar.

#### Canadà
Els detectius privats al Canadà tenen llicència de l'autoritat corresponent a nivell provincial. Per exemple, a la província d'Ontàrio, els detectius privats són legals i ofereixen serveis a individus i empreses. Les activitats són regulades pel Ministeri de Seguretat Pública i Correccionals (MCSCS).

#### Austràlia
Els detectius privats a Austràlia han de tenir llicència de l'autoritat llicenciadora corresponent a l'estat en què es troben. Això és vàlid per a tots els estats, excepte el Territori de la Capital Australiana. Les empreses que ofereixen serveis d'investigació també han de tenir una llicència comercial, i tots els seus agents han de tenir llicències individuals.

## Ficció
Les històries de detectius és un gènere popular en la literatura des de l'inici del segle xix. Sherlock Holmes, personatge d'Arthur Conan Doyle, i Hercule Poirot, personatge d'Agatha Christie són els detectius més famosos en la ficció.
Altres detectius cèlebres ficticis són: Patrick Jane, Batman, James Bond, Miss Marple, Veronica Mars, L Lawliet, Philip Marlowe, Charlie Chan, Dick Tracy, Adrian Monk, Perry Mason, Ellery Queen, C. Auguste Dupin, Mike Hammer, Sam Spade, Nero Wolfe, Inspector Clouseau, Inspector Japp, Kojak, Columbo, Jules Maigret, Jack Bauer, Fox Mulder, Dana Scully, Arsène Lupin, Tommy i Tuppence Beresford, Parker Pyne, Barnaby Jones, Philo Vance, Delegado Mello Pimenta i Ed Mort, entre d'altres.